# بيدرو روشا نيفيز
بيدرو روشا نيفيز (بالبرتغالية: Pedro Rocha Neves) (ولد في 1 تشرين الأول / أكتوبر 1994) ، والمعروفة باسم بيدرو روشا ، هو  لاعب كرة القدم برازيلي يلعب في نادي سبارتاك موسكو في جهة الجناح الأيسر.

## مرتبة الشرف
Grêmio
- كأس البرازيل: 2016

## وصلات خارجية
- بيدرو روشا نيفيز على موقع قاعدة بيانات كرة القدم.إي يو (الإنجليزية)
- بيدرو روشا نيفيز على موقع Soccerway.com (الإنجليزية)
- بيدرو روشا نيفيز على موقع عالم كرة القدم.نت (الإنجليزية)
- بيدرو روشا نيفيز على موقع AS.com (الإسبانية)